# ماساتو ناکایاما
ماساتو ناکایاما (انگلیسی: Masato Nakayama؛ زادهٔ ۶ فوریهٔ ۱۹۹۲) بازیکن فوتبال اهل ژاپن است.